# Sensation (exposition)
Pour les articles homonymes, voir Sensation et Sensation (homonymie).
Sensation est une exposition qui présentait des œuvres de la collection d'art contemporain de Charles Saatchi, et qui comprenait de nombreuses œuvres des Young British Artists (YBA). Elle s'est déroulée du 18 septembre au 28 décembre 1997 à la Royal Academy of Arts de Londres, puis à la Hamburger Bahnhof à Berlin et au Brooklyn Museum à New York. Une proposition d'exposition à la National Gallery of Australia a été annulée lorsque son directeur a décidé que l'exposition était « trop proche du marché de l'art ».
L'exposition a suscité des controverses à Londres et à New York en raison de l'inclusion de représentations de Myra Hindley et de la Vierge Marie. Le maire de la ville de New York, Rudy Giuliani et de nombreuses autres personnalités ont critiqué le projet qui tentait de renforcer la valeur des œuvres en les présentant dans des musées et des institutions.

## Travaux
Les œuvres présentées à l'exposition Sensation proviennent de la collection du magnat de la publicité Charles Saatchi, collectionneur de premier plan et diffuseur de l'art contemporain. Norman Rosenthal, secrétaire des expositions de la Royal Academy of Arts, a contribué à la mise en scène des 110 œuvres de 42 artistes différents. De nombreuses pièces étaient déjà devenues célèbres ou notoires auprès du public britannique (par exemple, le requin de Damien Hirst, suspendu dans du formaldéhyde, intitulé L'Impossibilité physique de la mort dans l'esprit d'un vivant, la tente de Tracey Emin intitulée Everyone I Have Ever Slept With 1963–1995), l'autoportrait de Marc Quinn (une tête gelée faite de pintes de son propre sang) et les images et sculptures explicitement sexuelles de Sarah Lucas. D'autres avaient déjà acquis une notoriété, par exemple une campagne publicitaire réussie utilisant une idée tirée des photographies de Gillian Wearing. Sensation était la première fois qu'un large public avait la chance de voir ces œuvres en masse. La Royal Academy a publié cet avertissement aux visiteurs à l'entrée : 

« There will be works of art on display in the Sensation exhibition which some people may find distasteful. Parents should exercise their judgment in bringing their children to the exhibition. One gallery will not be open to those under the age of 18. »

## Lieux d'exposition

### Londres

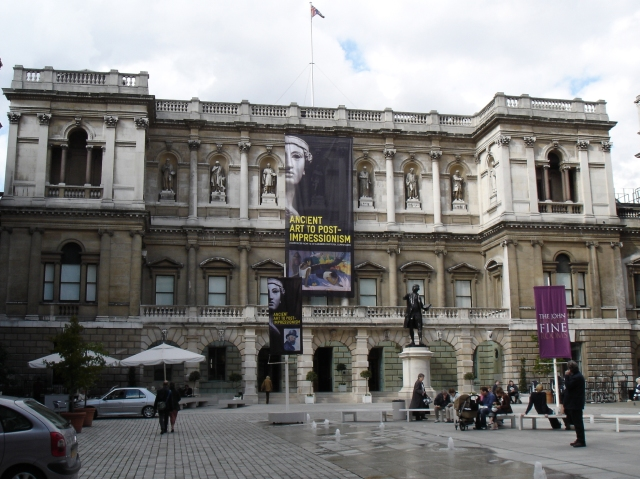
Académie royale des arts, Londres.

L'ouverture de Sensation à la Royal Academy of Arts a provoqué un engouement public et une frénésie médiatique. Les journalistes des différents journaux de grand format et des tabloïds se sont mis en quatre pour commenter les œuvres controversées. Environ un quart des 80 académiciens de la RA ont averti que l'exposition était inflammatoire. Certains membres du public et eux-mêmes se sont plaints de plusieurs objets exposés, notamment les installations de Jake et Dinos Chapman, des mannequins d'enfants dont le nez était remplacé par un pénis et la bouche en forme d'anus.
Cependant, la plus grande controverse médiatique portait sur Myra, une représentation de la meurtrière Myra Hindley par Marcus Harvey.
Le groupe de protestation Mothers Against Murder and Aggression a défilé, accompagné de Winnie Johnson, mère de l'une des victimes de Hindley. Ils ont demandé que le portrait, composé de centaines d'exemplaires de l'empreinte de la main d'un enfant, soit exclu pour protéger les sentiments de Winnie Johnson qui a d'ailleurs prononcé un discours le premier jour de l'exposition. Myra Hindley a envoyé une lettre de sa prison suggérant que son portrait soit retiré de l'exposition, affirmant qu'une telle action était nécessaire car l'œuvre est « un manque total de respect pour la douleur et le traumatisme émotionnels que subiraient inévitablement les familles de ses victimes mais aussi les familles de tout enfant victime »,. Malgré toutes les protestations, le tableau est resté accroché. Les fenêtres de Burlington House, la maison de l'Académie, ont été brisées et deux manifestants ont jeté de l'encre et des œufs sur la photo, ce qui a nécessité son retrait et sa restauration. Il a été remis en exposition derrière du Perspex et gardé par des agents de sécurité.
Lors d'une conférence de presse tenue le 16 septembre 1997, David Gordon, secrétaire de la Royal Academy, a commenté le portrait controversé : « L'opinion majoritaire à l'Académie était que des millions et des millions d'images de Myra Hindley avaient été reproduites dans des journaux et des magazines. Des livres ont été écrits sur les meurtres. Des programmes de télévision ont été réalisés. L'image de Hindley est dans le domaine public, une partie de notre conscience, une partie terrible de notre histoire sociale récente, un sujet légitime pour le journalisme — et pour l'art ».
L'exposition a été extrêmement populaire auprès du grand public, attirant plus de 300 000 visiteurs attirés par l'attention médiatique que le sujet avait reçu. La BBC l'a décrite comme « des images sanglantes de corps démembrés et de pornographie explicite ».

### Berlin
Sensation s'est tenue au musée Hamburger Bahnhof de Berlin (30 septembre 1998 - 30 janvier 1999) et a rencontré un tel succès qu'il a été prolongé au-delà de la date de fermeture initiale du 28 décembre 1998. Pour la critique d'art Nicola Kuhn de Der Tagesspiegel, il n'y avait « aucune sensation à propos de Sensation ». Elle a affirmé que le public berlinois trouvait le travail des YBA « plus triste et plus grave qu'irrévérent, drôle et éblouissant ».

### New York

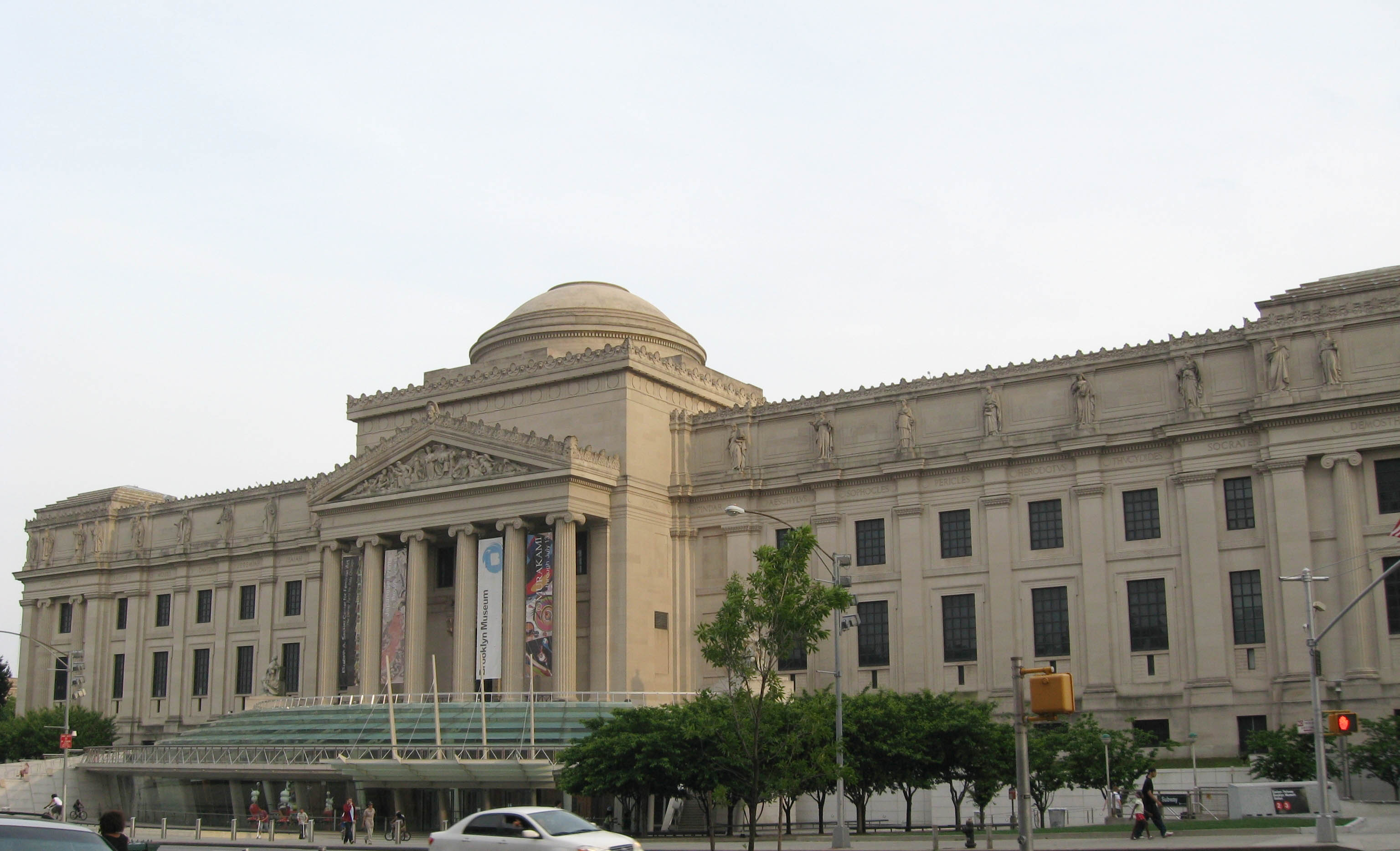
Brooklyn Museum, New York.

L'exposition a été présentée à New York au Brooklyn Museum du 2 octobre 1999 au 9 janvier 2000 et a suscité une protestation immédiate, centrée sur La Sainte Vierge Marie (The Holy Virgin Mary) de Chris Ofili, qui n'avait pas provoqué cette réaction à Londres. Alors que la presse rapportait que la pièce était « barbouillée », « éclaboussée » ou « tachée » avec de la bouse d'éléphant,, le travail d'Ofili montrait en fait une Madone noire soigneusement rendue décorée de bouse d'éléphant recouverte de résine. La figure est également entourée de petites images collées d'organes génitaux féminins provenant de magazines pornographiques ; ceux-ci semblaient de loin être les chérubins traditionnels.
Le maire de la ville de New York, Rudolph Giuliani, qui avait vu les œuvres uniquement dans le catalogue mais pas dans l'exposition, l'a qualifié de « substance malade » et a menacé de retirer la subvention annuelle d'un montant de sept millions de dollars attribuée au Brooklyn Museum où était présentée l'exposition, parce que « vous n'avez pas droit à une subvention gouvernementale pour profaner la religion de quelqu'un d'autre ». Le cardinal John O'Connor, archevêque de New York, a déclaré « il faut se demander s'il s'agit d'une attaque contre la religion elle-même », et le président du plus grand groupe de juifs orthodoxes, Mandell Ganchrow, l'a qualifiée de « profondément offensive ». William A. Donohue, président de la Ligue catholique pour les droits civils et religieux, a déclaré que le travail « induit la révulsion ». Giuliani a entamé une action en justice et Arnold Lehman, le directeur du musée, a engagé une action en justice fédérale contre Giuliani pour violation du premier amendement.
Hillary Clinton a pris la parole, se prononçant en faveur du musée, de même que la New York Civil Liberties Union. Le comité de rédaction du New York Times a déclaré que la position de Giuliani « promettait d'initier un nouvel âge glaciaire dans les affaires culturelles de New York ». Le journal portait également une publicité pleine page à l'appui signée par plus de 100 acteurs, écrivains et artistes, dont Susan Sarandon, Steve Martin, Norman Mailer, Arthur Miller, Kurt Vonnegut et Susan Sontag. Ofili, catholique romain, a déclaré « La bouse d'éléphant est en soi un objet magnifique. ».
Le 3 octobre 1999, la Chambre des représentants des États-Unis a adopté une résolution non contraignante visant à mettre fin au financement fédéral du musée. La ville de New York a mis fin au financement du Brooklyn Museum. Le 1er novembre, la juge fédérale Nina Gershon a ordonné à la Ville non seulement de rétablir le financement qui avait été refusé au Musée, mais également de s'abstenir de poursuivre son action en expulsion. Le 16 décembre 1999, un homme de 72 ans a été arrêté pour méfait criminel après avoir enduit le tableau d'Ofili de peinture blanche, qui a rapidement été enlevée. Le musée a produit un timbre jaune indiquant que les œuvres exposées « peuvent provoquer des chocs, des vomissements, de la confusion, de la panique, de l'euphorie et de l'anxiété » et le tableau d'Ofili a été montré derrière un écran en plexiglas, gardé par un préposé au musée et un agent de police armé. Jeffrey Hogrefe, critique d'art au New York Observer, a commenté à propos du musée « Ils voulaient faire de la publicité et ils l'ont eue. Je pense que c'était assez calculé. ». Bruce Wolmer, rédacteur en chef du magazine newyorkais Art & Auction, a déclaré : « Lorsque le conflit disparaîtra, le seul sourire sera sur le visage de Charles Saatchi, un maître auto-promoteur. ».

### Australie
L'exposition devait ouvrir ses portes en juin 1999 à la National Gallery of Australia, mais a été annulée par le directeur Brian Kennedy, affirmant que, bien que financé par le gouvernement australien, il était « trop proche du marché de l'art », puisque le financement de l'exposition à Brooklyn incluait 160 000 dollars provenant de Saatchi, 50 000 $ de Christie's, qui avait vendu plusieurs œuvres pour Saatchi et 10 000 $ des marchands d'arts qui représentaient de nombreux artistes. Kennedy a dit qu'il n'était pas au courant de cela lorsqu'il a accepté l'exposition. La contribution de Saatchi, la plus importante, n'a pas été révélée par le Brooklyn Museum, jusqu'à ce qu'elle apparaisse dans des documents judiciaires. De même, lorsque l'exposition a ouvert ses portes à Londres à la Royal Academy, des critiques avaient été exprimées selon lesquelles cela augmenterait la valeur pécuniaire des œuvres.

## Artistes exposés lors de l'expositionSensation

### YBA
- Jake et Dinos Chapman
- Adam Chodzko
- Mat Collishaw
- Tracey Emin
- Marcus Harvey
- Damien Hirst
- Michael Landy
- Abigail Lane
- Sarah Lucas
- Ron Mueck
- Chris Ofili
- Richard Patterson
- Simon Patterson
- Marc Quinn
- Fiona Rae
- Sam Taylor-Wood
- Gavin Turk
- Gillian Wearing
- Rachel Whiteread
- Yinka Shonibare

### Autres artistes de la collection Saatchi
- Darren Almond
- Maurizio Anzeri
- Richard Billingham
- Glenn Brown
- Simon Callery
- Keith Coventry
- Peter Davies
- Paul Finnegan
- Mark Francis
- Alex Hartley
- Mona Hatoum
- Langlands et Bell
- Martin Maloney (en)
- Jason Martin
- Alain Miller
- Ron Mueck
- Jonathan Parsons
- Hadrian Pigott
- James Rielly
- Jenny Saville
- Yinka Shonibare
- Jane Simpson
- Mark Wallinger
- Cerith Wyn Evans

## Photos provenant des archives du Brooklyn Museum

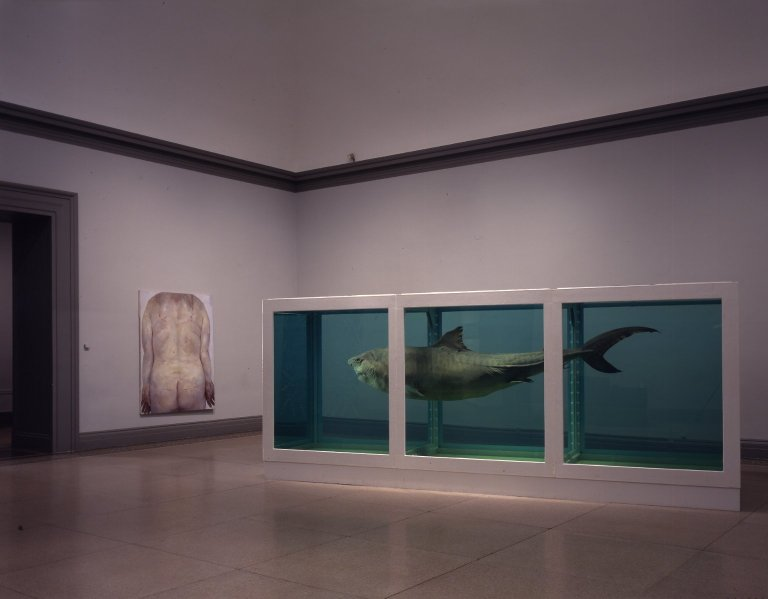
L'Impossibilité physique de la mort dans l'esprit d'un vivant (1991) de Damien Hirst
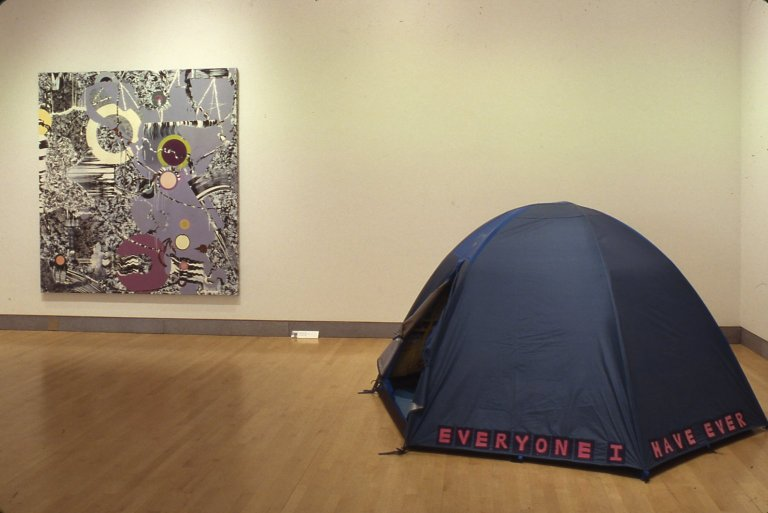
Everyone I Have Ever Slept With 1963–1995 de Tracey Emin
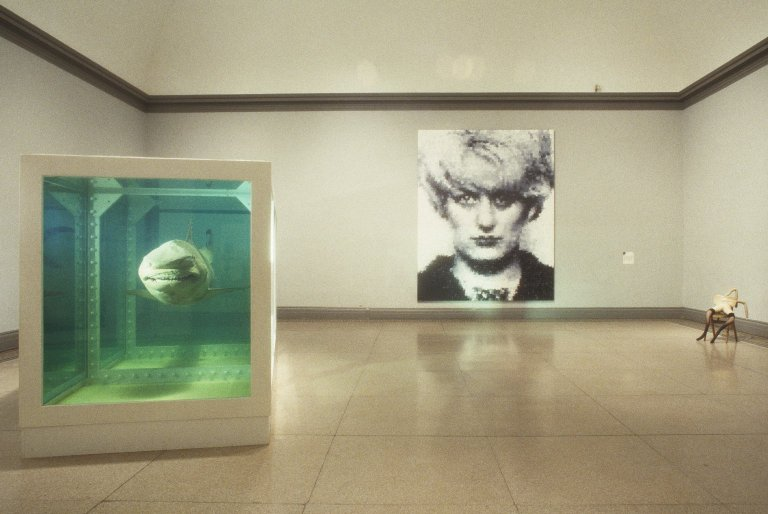
Myra de Marcus Harvey
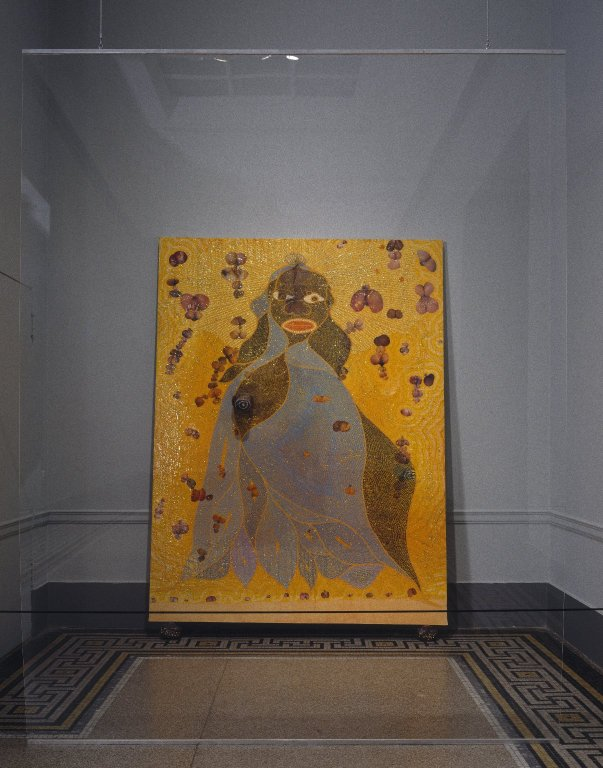
La Sainte Vierge Marie (1996) de Chris Ofili
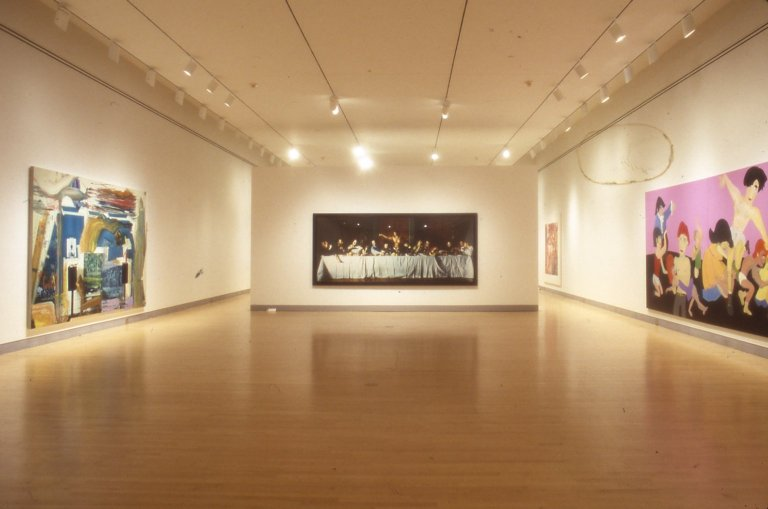
Wrecked (1996) de Sam Taylor-Wood, (sur le mur du fond)

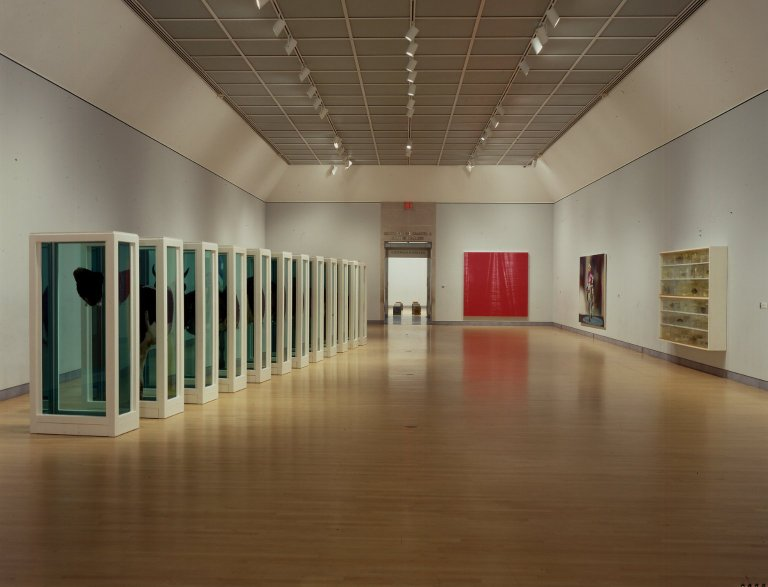
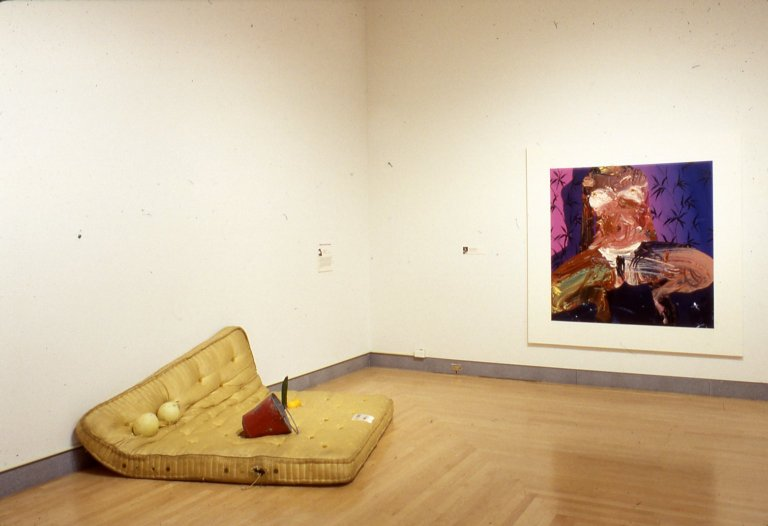
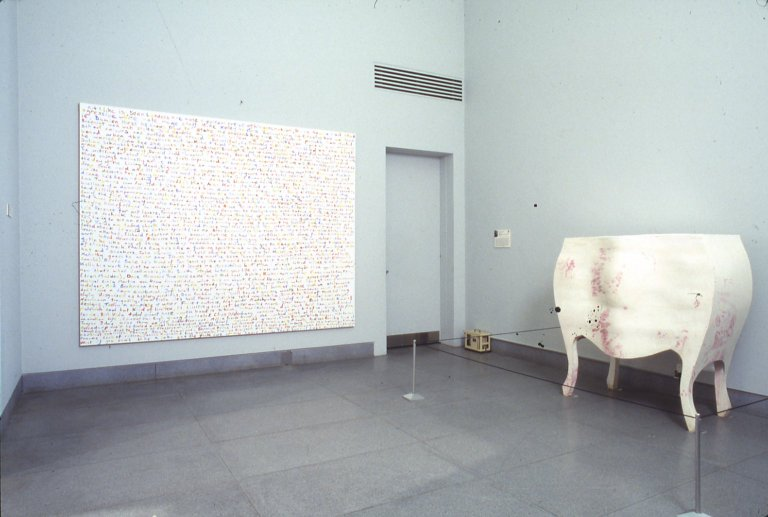
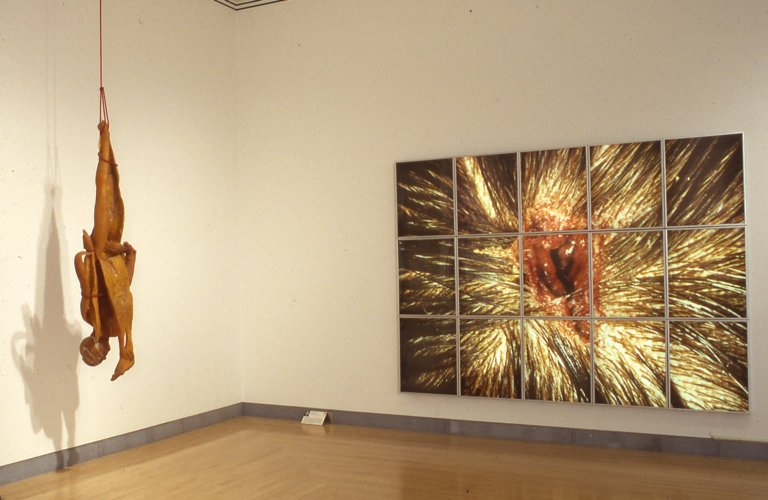
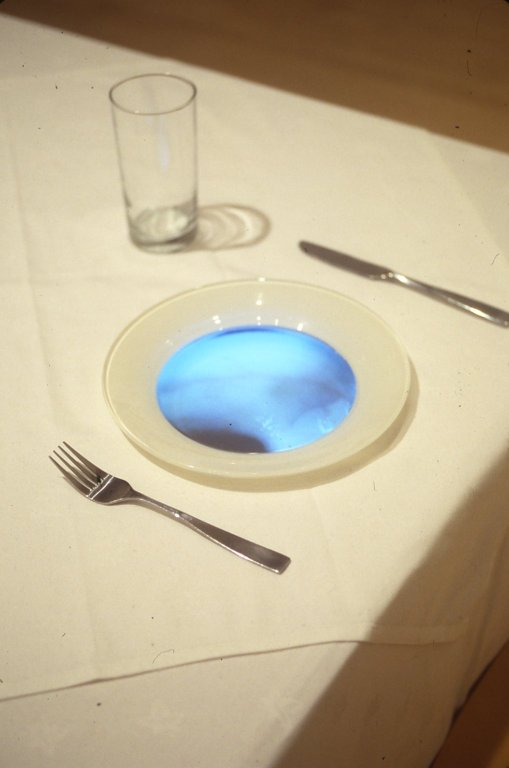

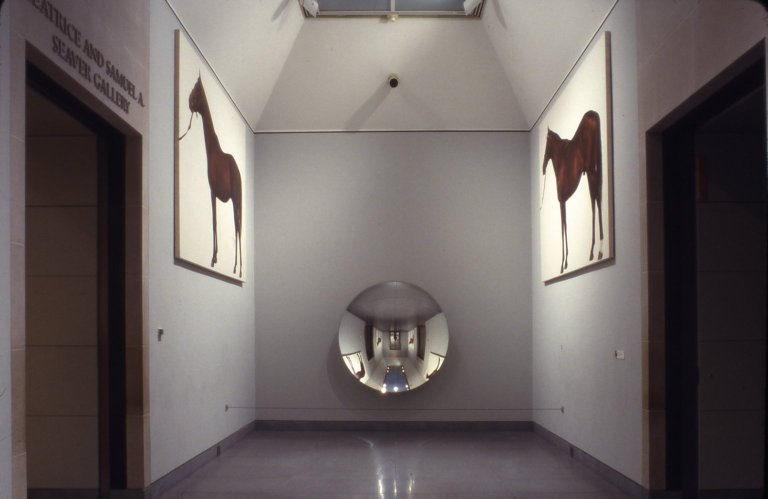
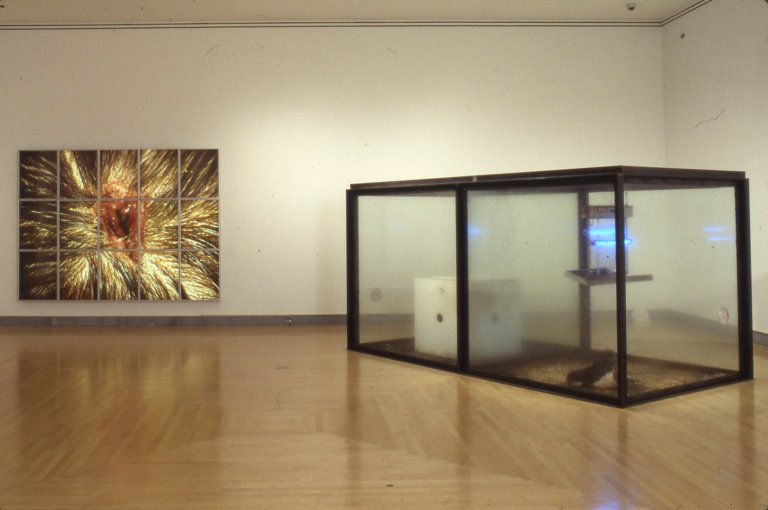
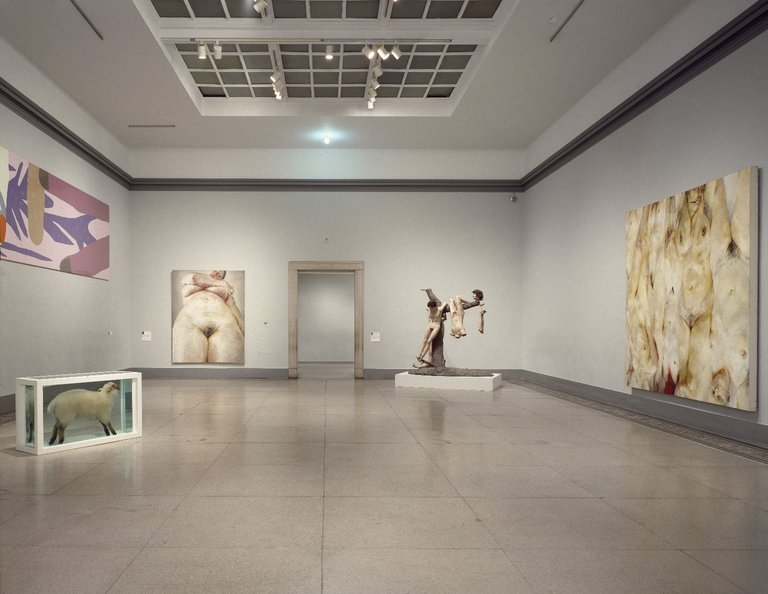
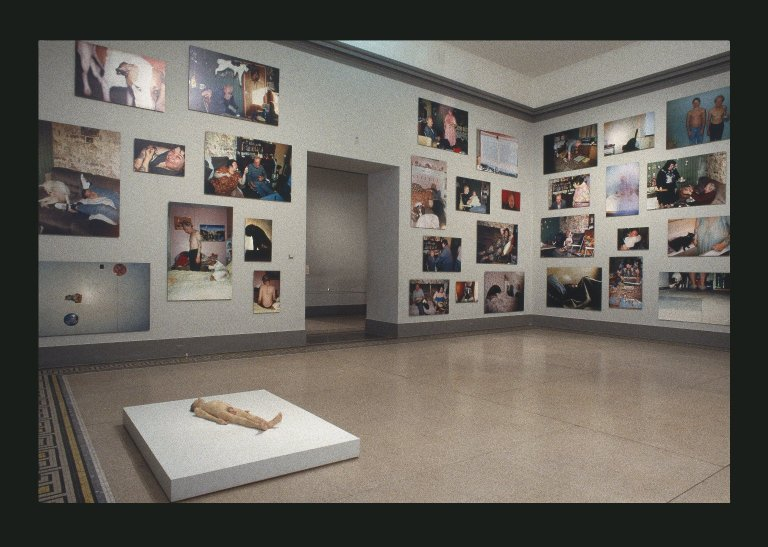
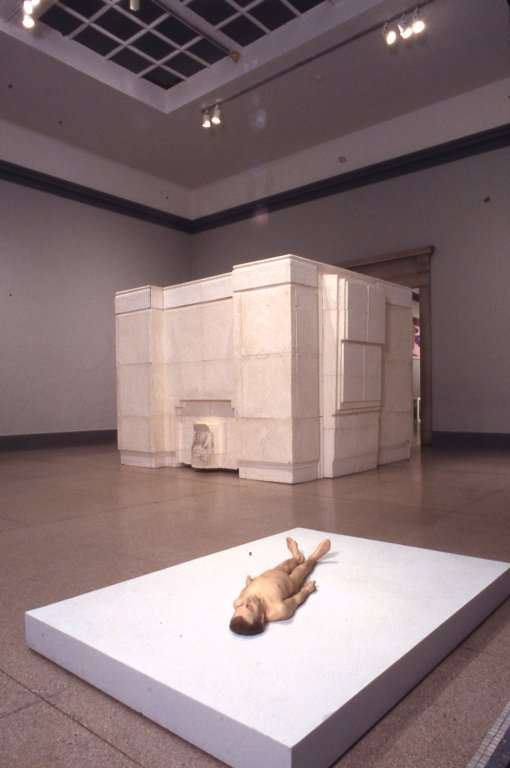
Ghost de Rachel Whiteread (dans le fond)
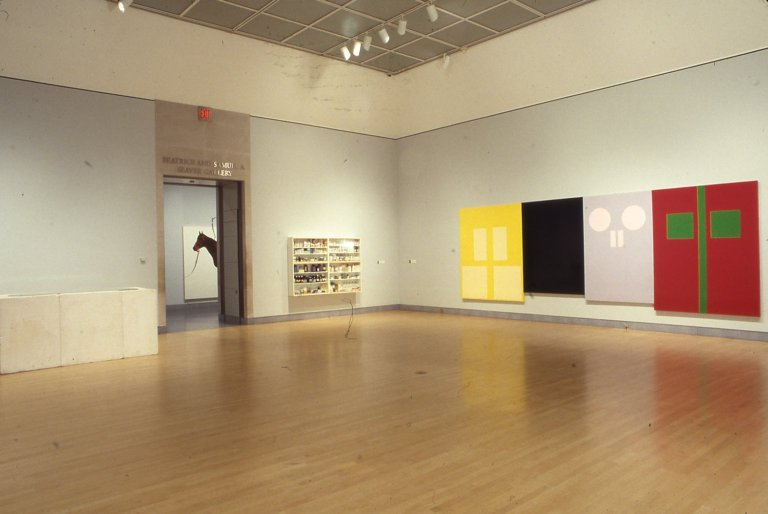